# Sunset Rollercoaster
Sunset Rollercoaster (em chinês: 落日飛車, pinyin: Luòrì fēichē) é uma banda de synth-pop com influência de jazz composta por Kuo-Hung Tseng (vocal, guitarra), Hung-Li Chen (baixo), Shao-Hsuan Wang (teclado), Tsun-Lung Lo (bateria) e Hao-Ting Huang (saxofone) — anteriormente com Shih-Wei Huang (percussão). A banda é de Taipé, Taiwan. O nome surgiu de uma foto que o grupo tirou no Photo Booth (um aplicativo da Apple) e usou em seu perfil no MySpace em 2009. O fundo escolhido mostrava uma montanha-russa (rollercoaster) com o pôr do sol (sunset) ao fundo. A banda canta principalmente em inglês, apesar de estar em um país de língua mandarim, o que, segundo o vocalista principal Kuo Kuo, serve para permitir que eles se expressem de forma indireta e permitam que o público interprete seus próprios significados.

## História
A ideia para a banda foi inspirada em vídeos do Velvet Underground que o vocalista Kuo encontrou na internet. A banda foi formada em 2009 como um trio composto por Tseng Kuo Hung, Kevin Lee e Lo Zun Long; eles lançaram seu álbum de estreia Bossa Nova em 2011, mas se separaram logo depois. O cantor Kuo Kuo e o baterista Lo Tsun formaram outra banda, Forests, com um som diferente e muito mais sombrio. O Sunset Rollercoaster se reuniu novamente em 2015 e lançou seu segundo álbum, Cassa Nova, em 2018. Em 2019, a banda lançou o EP Vanilla Villa, que gira em torno da história de um alienígena que ama um humano e quer levá-lo para uma vivenda.
A banda tocou no festival de música Summer Sonic no Japão em 2011. Após o hiato, eles se apresentaram no SummerStage no Central Park, em Nova Iorque, como parte do festival de música Taiwanese Waves em 2017. Em 2018, gravaram uma sessão de estúdio ao vivo na Audiotree, sendo a primeira banda taiwanesa a fazer isso. A banda fez uma turnê pela América do Norte como parte da "Business Trip Tour" em 2018.
No início de 2020, Kuo-Hung Tseng escreveu as letras de Soft Storm em Los Angeles e gravou parte do álbum com Ned Doheny. Seu álbum de 2020, Soft Storm, foi nomeado o 4.º melhor álbum da Ásia em 2020 pela NME.
Eles compuseram 3 músicas apresentadas no anime Sonny Boy.

## Discografia

### Álbuns de estúdio
- Bossa Nova (2011)
- Cassa Nova (2018)
- Soft Storm (2020)
- AAA com Hyukoh (2024)

### Extended plays
- Jinji Kikko (2016)
- Vanilla Villa (2019)

### Singles
- Villa" (remix de Jerry Paper, 2019)
- "我是一隻魚 I'm a fish" (cover, 2019)
- "Candlelight" (com Oh Hyuk, 2020)
- "小薇" (cover, 2021)
- "忘情水" (cover, 2021)
- "Coffee's on Me" (2021)
- "Let There Be Light Again" (2021)
- "滾石40 滾石撞樂隊 40團拚經典 – 愛錯" (cover, 2021)
- "金牛座的牢騷" (cover, 2022)
- "Little Balcony" (2022)
- "Jellyfish" (com Michael Seyer, 2022)
- "Impossible Isle" (2022)
- "Levia" (2023)
- "Balloon" (cover/remake, 2023)

## Prêmios
| Ano  | Prêmio                        | Categoria         | Recipientes            | Resultado | Ref.          |
| ---- | ----------------------------- | ----------------- | ---------------------- | --------- | ------------- |
| 2018 | 9.º Golden Indie Music Awards | Melhor Álbum      | Cassa Nova             | Indicado  | [ 13 ]        |
| 2018 | 9.º Golden Indie Music Awards | Melhor Banda      | Sunset Rollercoaster   | Indicado  | [ 13 ]        |
| 2018 | 9.º Golden Indie Music Awards | Melhor Músico     | Tseng Kuo-Hung         | Indicado  | [ 13 ]        |
| 2019 | 30.º Golden Melody Awards     | Melhor Videoclipe | Namso, Youkim ("Slow") | Venceu    | [ 14 ] [ 15 ] |
| 2019 | 30.º Golden Melody Awards     | Melhor Banda      | Sunset Rollercoaster   | Indicado  | [ 14 ] [ 15 ] |
| 2021 | 32.º Golden Melody Awards     | Melhor Banda      | Sunset Rollercoaster   | Venceu    | [ 16 ] [ 17 ] |